# 1831年大彗星
1831年大彗星（Great Comet of 1831），正式命名為C/1831 A1，是一顆1831年肉眼可見的彗星。由於其非凡的亮度，它被認為是大彗星之一。

## 觀測史
1830年12月28日，在經過近日點之前幾週，這顆彗星一定是南半球早晨天空中的明亮天體。到了月底，由於距離太陽很近，所以未被人們觀測到。
1830年12月28日，從地球上看過去，這顆彗星與太陽的夾角僅為4°。10天之後，即1831年1月7日早上，彗星才被英國物理學家約翰·赫帕斯所發現。他報告說，“尾巴幾乎垂直於地平線，稍微向南傾斜，顏色為白色，顯然有1-2°長。” 他估計亮度約2等。稍後幾天裡，美國麻薩諸塞州以及波札諾比拉的威廉（William of Biela）都獨立發現該彗星。
馬德拉斯天文台的托馬斯·格蘭維爾·泰勒（Thomas Glanville Taylor）也觀察到了這顆彗星。
1月份，這顆彗星仍可用肉眼觀測，但到了月中，它的亮度已降至4等，彗尾仍長3°。2月份，望遠鏡能夠看到這顆彗星。曼海姆的Friedrich Bernhard Gottfried Nicolai和不萊梅的海因里希·歐伯斯分別在3月份做出了兩次觀測，最後一次觀察是由烏克蘭的Karl Friedrich Knorre於3月19日晚上進行的，當時他觀測到非常黯淡的彗星。
彗星觀測到的最大亮度約為2等。